# Thecla orcillula
Thecla orcillula är en fjärilsart som beskrevs av Embrik Strand 1929. Thecla orcillula ingår i släktet Thecla och familjen juvelvingar. Inga underarter finns listade i Catalogue of Life.